# LHFPL2
LHFPL2‏ (LHFPL tetraspan subfamily member 2) هوَ بروتين يُشَفر بواسطة جين LHFPL2 في الإنسان.